# Andrographis
Genre
Classification APG III (2009)
Andrographis est un genre de plantes à fleurs de la famille des Acanthaceae qui regroupe une trentaine d'espèces.
C'est le genre type de la tribu des Andrographideae.

## Liste des espèces
Selon "The Plant List" 27 octobre 2012
- Andrographis affinis Nees , (1832)
- Andrographis alata (Vahl) Nees , (1847)
- Andrographis atropurpurea (Dennst.) Alston , (1977)
- Andrographis beddomei C.B.Clarke , (1884)
- Andrographis chendurunii E.S.S.Kumar, A.E.S.Khan & S.G.Gopal , (2004)
- Andrographis echioides (L.f.) Nees , (1832)
- Andrographis elongata (Vahl) T.Anderson , (1867)
- Andrographis explicata (C.B.Clarke) Gamble , (1924)
- Andrographis glandulosa Nees , (1832)
- Andrographis hygrophiloides (T.Anderson) W.J.Kress & DeFilipps , (2003)
- Andrographis lawsonii Gamble , (1923)
- Andrographis laxiflora (Blume) Lindau , (1895)
- Andrographis lineata Nees , (1832)
- Andrographis lobelioides Wight , (1850)
- Andrographis longipedunculata (Sreem) L.H.Cramer , (1996)
- Andrographis macrobotrys Nees , (1847)
- Andrographis monglunensis H.T.Chang & H.Chu , (1989)
- Andrographis nallamalayana J.L.Ellis , (1967)
- Andrographis neesiana Wight , (1850)
- Andrographis ovata (T.Anderson ex Bedd.) Benth. & Hook.f. , (1876)
- Andrographis paniculata (Burm.f.) Nees , (1832)
- Andrographis producta (C.B.Clarke) Gamble , (1924)
- Andrographis rosulata Bremek. , (1966)
- Andrographis rothii C.B.Clarke , (1884)
- Andrographis rotundifolia (Sreem.) Sreem. , (1977)
- Andrographis serpyllifolia (Vahl) Wight , (1850)
- Andrographis sinensis H.S.Lo , (1981)
- Andrographis stellulata C.B.Clarke , (1884)
- Andrographis stenophylla C.B.Clarke , (1884)
- Andrographis subspathulata C.B.Clarke , (1884)
- Andrographis tenera (Nees) Kuntze , (1891)
- Andrographis viscosula Nees , (1832)

## Espèces aux noms synonymes, obsolètes et leurs taxons de référence
Selon "The Plant List" 27 octobre 2012
- Andrographis ceylanica Nees = Andrographis macrobotrys Nees , (1847)
- Andrographis ceylanica Wight = Andrographis viscosula Nees , (1832)
- Andrographis glomeruliflora Bremek. = Andrographis laxiflora (Blume) Lindau , (1895)
- Andrographis gracilis Nees = Andrographis atropurpurea (Dennst.) Alston , (1977)
- Andrographis humifusa Wall. ex Nees = Andrographis serpyllifolia (Vahl) Wight , (1850)
- Andrographis laxiflora var. glomeruliflora (Bremek.) H.Chu = Andrographis laxiflora (Blume) Lindau , (1895)
- Andrographis macrobotrys var. ceylanica (Nees) L.H.Cramer = Andrographis macrobotrys Nees , (1847)
- Andrographis macrobotrys var. parviflora C.B.Clarke = Andrographis macrobotrys Nees , (1847)
- Andrographis neesiana Benth. ex C.B.Clarke = Andrographis stellulata C.B.Clarke , (1884)
- Andrographis neesiana var. producta C.B.Clarke = Andrographis producta (C.B.Clarke) Gamble , (1924)
- Andrographis neesiana var. rotundifolia Sreem. = Andrographis rotundifolia (Sreem.) Sreem. , (1977)
- Andrographis orbiculata Wall. ex Nees = Andrographis serpyllifolia (Vahl) Wight , (1850)
- Andrographis paniculata var. glandulosa Trimen = Andrographis paniculata (Burm.f.) Nees , (1832)
- Andrographis tenuiflora T.Anderson 	= Andrographis laxiflora (Blume) Lindau , (1895)
- Andrographis viscidula Steud. = Andrographis viscosula Nees , (1832)
- Andrographis viscosula var. explicata C.B.Clarke = Andrographis explicata (C.B.Clarke) Gamble , (1924)
- Andrographis wightiana Arn. ex Nees = Andrographis atropurpurea (Dennst.) Alston , (1977)
- Andrographis wightiana T.Anderson 	= Andrographis macrobotrys Nees , (1847)